# Morąg
Morąg là một thị trấn thuộc huyện Ostródzki, tỉnh Warmińsko-Mazurskie ở đông-bắc Ba Lan. Thị trấn có diện tích 6 km². Đến ngày 1 tháng 1 năm 2011, dân số của thị trấn là 13895 người và mật độ 2274 người/km².